# Spirobolomyia ohioensis
Spirobolomyia ohioensis är en tvåvingeart som först beskrevs av Hall 1927.  Spirobolomyia ohioensis ingår i släktet Spirobolomyia och familjen köttflugor. Inga underarter finns listade i Catalogue of Life.